# Physcomitrium sylvestre
Physcomitrium sylvestre är en bladmossart som beskrevs av C. Müller 1900. Physcomitrium sylvestre ingår i släktet huvmossor, och familjen Funariaceae. Inga underarter finns listade i Catalogue of Life.